# 三式炮戰車
三式炮戰車（日语：砲戦車）是日本陸軍曾於二戰中使用的驅逐戰車，以取代當時正在生產的一式炮戰車。因為它的戰鬥室是全封閉的，故能為成員提供更好的防護。

## 研發歷史
日軍早先的炮戰車（比如一式炮戰車和二式炮戰車）都存在一些缺陷。其中，一式炮戰車使用了半封閉式的炮塔，這使得乘員在近程作戰中容易受到攻擊。而二式炮戰車雖安裝了全封閉式的旋轉炮塔，但它安裝的是一門低炮口初速度的榴彈炮。這使得它更加適合攻擊敵軍的防禦工事和炮臺。若二式炮戰車需要對付敵方戰車，必須使用錐形裝藥的炮彈。而三式炮戰車的全封閉式封閉炮臺就是爲了解決這些問題。
在1944年早期，日立收到了一份訂單。因為該設計自身機械上的問題，加上盟軍戰略轟炸，生產並不順利。在日本投降時，只有31或41輛三式炮戰車下線。

## 設計
三式炮戰車使用了九七式中戰車底盤。主炮為九十式野炮改造而成的三式II型7.5公分戰車炮。主炮安裝在一個七角型，側面有些凸出車體的全封閉戰鬥室中，這讓它的戰鬥室看起來像一個炮塔，但實際上它並不能旋轉。在三式炮戰車的標準配置中沒有次要武器。

## 作戰記錄
儘管三式炮戰車曾經分配給了不同的作戰單位（主要是部署在日本本島準備參加本土決戰的部隊），但因日本在盟軍侵入本土之前就投降了，所以三式炮戰車沒有任何實戰記錄。

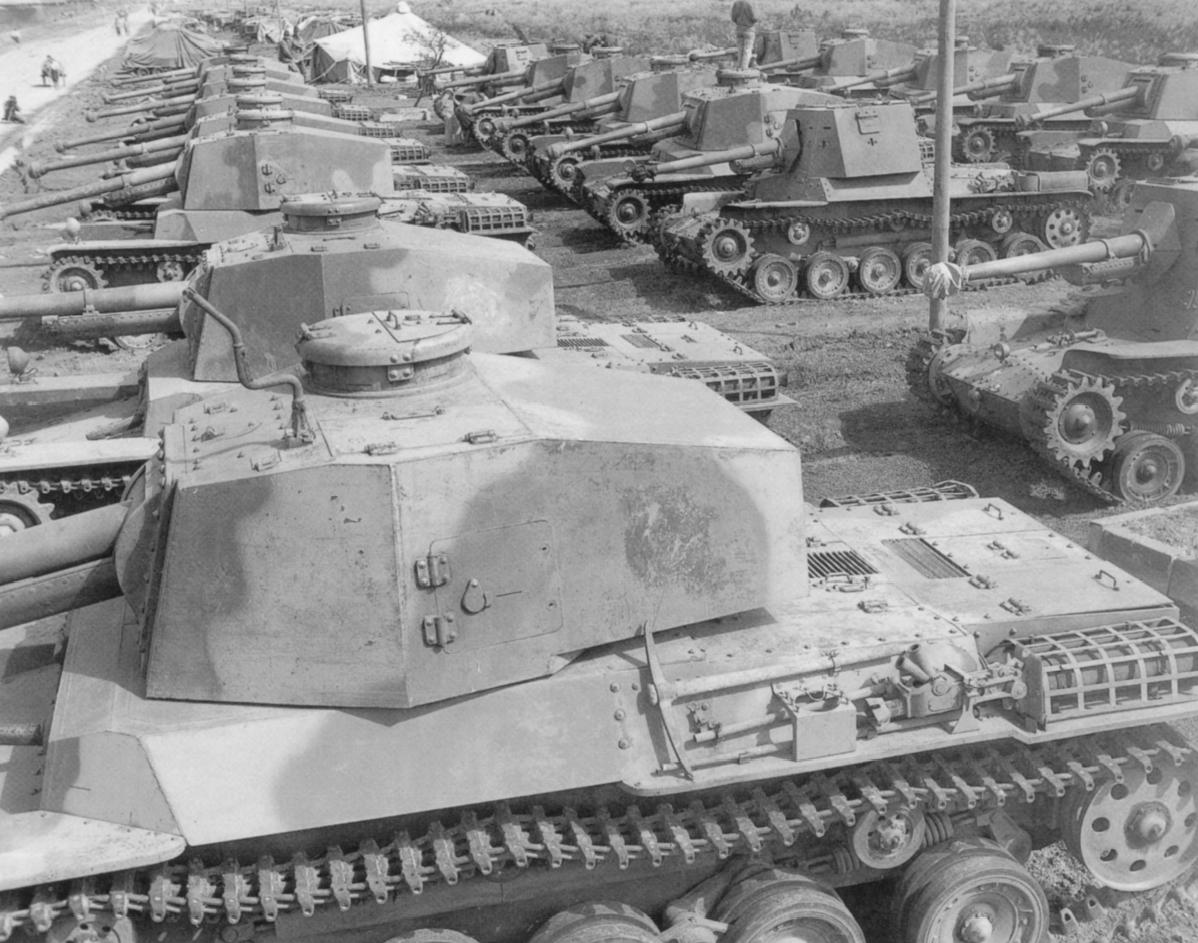
攝於1945年，隸屬於日軍第四戰車師團(該師團也是本土作戰部隊之一)的三列戰車隊，夾在三式中戰車中間的一列就是三式炮戰車。

## 流行文化

### 電子遊戲
- 《戰爭雷霆》
- 《應徵入伍》

## 外部連結
- Photos at Taki（页面存档备份，存于）
- Specifications at OnWar
- History of War.org（页面存档备份，存于）
- Blueprint of Type 3 Ho-Ni III（页面存档备份，存于）
- Drawing of Ho-Ni III